# Opere di Orazio Gentileschi
Segue un elenco esaustivo ma comunque incompleto delle opere del pittore Orazio Gentileschi (1563-1639).
| Immagine | Titolo                                                    | Anno       | Tecnica  | Dimensioni         | Collocazione                                                                     | Note                                                                     |
| -------- | --------------------------------------------------------- | ---------- | -------- | ------------------ | -------------------------------------------------------------------------------- | ------------------------------------------------------------------------ |
|          | Madonna col Bambino tra i santi Sebastiano e Francesco    | 1600 circa |          | 78 x 79,5 cm       | Collezione privata                                                               |                                                                          |
|          | San Francesco sostenuto da un angelo                      | 1600 circa |          | 139,4 x 101 cm.    | Museum of Fine Arts, Boston                                                      |                                                                          |
|          | Annunciazione                                             | 1600-1605  |          |                    | Collezione privata                                                               |                                                                          |
|          | Stigmatizzazione di San Francesco                         | 1601       |          | 16,5 x 11,6 cm.    | Museum of Fine Arts, Houston                                                     |                                                                          |
|          | Caduta degli angeli ribelli                               | 1601-1602  |          |                    | Collezione privata                                                               |                                                                          |
|          | San Francesco sostenuto da un angelo                      | 1603 circa |          | 126 x 98 cm.       | Museo del Prado, Madrid                                                          |                                                                          |
|          | Madonna col Bambino                                       | 1604 circa |          | 131 x 91 cm.       | Galleria Nazionale d'Arte Antica, Roma                                           |                                                                          |
|          | Assunta                                                   | 1605-1608  |          | 366 x 226 cm.      | Museo civico d'arte antica, Torino                                               |                                                                          |
|          | Salita al Calvario                                        | 1607       |          | 138,5 x 173 cm.    | Kunsthistorisches Museum, Vienna                                                 |                                                                          |
|          | Circoncisione                                             | 1607       |          | 390 x 252 cm.      | Chiesa del Gesù, in deposito dalla Pinacoteca civica "Francesco Podesti", Ancona |                                                                          |
|          | Madonna col Bambino                                       | 1607 circa |          | 91,4 x 73 cm.      | Collezione privata                                                               |                                                                          |
|          | Santi Cecilia, Valeriano e Tiburzio                       | 1607       |          | 350 x 218 cm.      | Pinacoteca di Brera, Milano                                                      |                                                                          |
|          | Sacra Famiglia con san Giovannino                         | 1607       |          | 56,7 x 42,6 cm.    | Collezione privata                                                               |                                                                          |
|          | Battesimo di Cristo                                       | 1607       |          | 300 x 241 cm.      | Chiesa di Santa Maria della Pace, Roma                                           |                                                                          |
|          | Storie del Battista                                       | 1607       | affresco |                    | Chiesa di Santa Maria della Pace, Roma                                           | n. 3 scene                                                               |
|          | Davide e Golia                                            | 1607       |          | 185,5 × 136 cm.    | Galleria nazionale d'Irlanda, Dublino                                            |                                                                          |
|          | Giuditta e la schiava con la testa di Oloferne            | 1608 circa |          | 136 x 160 cm.      | Museo nazionale della Norvegia, Oslo                                             |                                                                          |
|          | San Michele Arcangelo combatte contro Satana              | 1607       |          | 278 x 192 cm.      | Collezione privata                                                               |                                                                          |
|          | Madonna che allatta il Bambino                            | 1609       |          | 98,5 x 75 cm.      | Museo nazionale d'arte della Romania, Bucarest                                   |                                                                          |
|          | Madonna col Bambino                                       | 1615-1616  |          | 85,3 x 99,8 cm.    | Fogg Museum, Cambridge nel Massachusetts                                         |                                                                          |
|          | San Girolamo                                              | 1611       |          | 153 x 128 cm.      | Museo civico d'arte antica, Torino                                               |                                                                          |
|          | Apollo e le Muse                                          | 1611-1612  | affresco |                    | Casino delle Muse di palazzo Rospigliosi Pallavicini, Roma                       | già palazzo Borghese, lavori eseguiti con Agostino Tassi                 |
|          | Cleopatra                                                 | 1613       |          | 118 x 181 cm.      | Collezione privata                                                               | attribuzione discussa con Artemisia Gentileschi                          |
|          | Davide che contempla la testa di Golia                    | 1612       |          | 173 x 142 cm.      | Galleria Spada, Roma                                                             |                                                                          |
|          | David che contempla la testa di Golia                     | 1612       |          | 36,7 × 28,7 cm.    | Gemäldegalerie, Berlino                                                          |                                                                          |
|          | Boia con la testa di Giovanni Battista                    | 1613       |          | 82 x 61 cm.        | Museo del Prado, Madrid                                                          |                                                                          |
|          | San Francesco sorretto da un angelo                       | 1612       |          | 133 x 98 cm.       | Galleria Nazionale d'Arte Antica, Roma                                           |                                                                          |
|          | Suonatrice di liuto                                       | 1612 circa |          | 143,5 × 129 cm.    | National Gallery of Art, Washington D.C.                                         |                                                                          |
|          | Gesù Cristo coronato di spine                             | 1615       |          | 119,5 x 148,5 cm.  | Herzog Anton Ulrich-Museum, Braunschweig                                         |                                                                          |
|          | Santa Maria Maddalena penitente                           | 1615       |          | 220 x 157 cm.      | Chiesa di Santa Maria Maddalena (Fabriano), Fabriano                             |                                                                          |
|          | Cupido e Psiche                                           | 1615-1620  |          | 137 x 160 cm.      | Ermitage, San Pietroburgo                                                        |                                                                          |
|          | Crocifissione                                             | 1618       |          | 368 x 210 cm.      | Cattedrale di Fabriano, Fabriano                                                 |                                                                          |
|          | San Carlo Borromeo contempla gli strumenti della Passione | 1620 circa |          | 286 x 196 cm.      | Chiesa di San Benedetto, Fabriano                                                |                                                                          |
|          | San Francesco d'Assisi riceve le stimmate                 | 1620       |          | 284 x 173 cm.      | Chiesa di San Silvestro in Capite, Roma                                          |                                                                          |
|          | San Francesco d'Assisi riceve le stimmate                 | 1620       |          | 77 x 60 cm.        | Collezione privata                                                               |                                                                          |
|          | Paesaggio con san Cristoforo che traghetta il Bambino     | 1620       |          | 21 x 28 cm.        | Gemäldegalerie, Berlino                                                          |                                                                          |
|          | Marta rimprovera Maddalena                                | 1620       |          | 132,5 x 154,5 cm.  | Alte Pinakothek, Monaco di Baviera                                               |                                                                          |
|          | Madonna col Bambino presentato a santa Francesca Romana   | 1620       |          | 270 x 157 cm.      | Galleria Nazionale delle Marche, Urbino                                          |                                                                          |
|          | Santa Cecilia e l'angelo                                  | 1618-1621  |          | 86,4 × 106,7 cm.   | National Gallery of Art, Washington D.C.                                         | Con interventi di completamento del dipinto svolti da Giovanni Lanfranco |
|          | Santa Cecilia suona la spinetta                           | 1621       |          | 90 x 105 cm.       | Galleria Nazionale dell'Umbria, Perugia                                          |                                                                          |
|          | Ritratto di giovane donna come Sibilla                    | 1620-1626  |          | 81,6 x 73 cm.      | Museum of Fine Arts, Houston                                                     |                                                                          |
|          | Riposo durante la fuga in Egitto                          | 1620       |          | 175,6 x 218 cm.    | Museum and Art Gallery, Birmingham                                               |                                                                          |
|          | Santa Maria Maddalena penitente                           | 1622       |          | 149,5 x 183 cm.    | Collezione privata                                                               |                                                                          |
|          | Santa Maria Maddalena penitente                           | 1622-1628  |          | 163 × 208 cm.      | Kunsthistorisches Museum, Vienna                                                 |                                                                          |
|          | Lot ubriacato dalle figlie                                | 1622 circa |          | 151,8 × 189,2 cm.  | J. Paul Getty Museum, Los Angeles                                                |                                                                          |
|          | Lot e le figlie                                           | 1622-1623  |          | 164 x 193 cm.      | Gemäldegalerie, Berlino                                                          |                                                                          |
|          | Lot e le figlie                                           | 1622       |          | 157,5 × 195,6 cm.  | National Gallery of Canada, Ottawa                                               |                                                                          |
|          | Sacrificio di Isacco                                      | 1621-1624  |          | 245 × 152 cm.      | Galleria nazionale di palazzo Spinola, Genova                                    |                                                                          |
|          | Madonna col Bambino in un paesaggio                       | 1622       |          | 27,9 × 20,3 cm.    | Burghley House, Stamford                                                         |                                                                          |
|          | Madonna col Bambino in un paesaggio                       | 1621-1624  |          | 30,8 x 23,4 cm.    | Musei di Strada Nuova, Genova                                                    |                                                                          |
|          | Giovanne donna col violino                                | 1621-1624  |          | 83,19 × 97,79 cm.  | Detroit Institute of Arts, Detroit                                               |                                                                          |
|          | Danae                                                     | 1623       |          | 161,5 × 227,1 cm.  | J. Paul Getty Museum, Los Angeles                                                |                                                                          |
|          | Danae                                                     | 1623       |          | 162 x 228,5 cm.    | Cleveland Museum of Art, Cleveland                                               |                                                                          |
|          | Annunciazione                                             | 1623       |          | 286 x 196 cm.      | Galleria Sabauda, Torino                                                         |                                                                          |
|          | La Felicità pubblica trionfante sui pericoli              | 1623 circa |          | 268 x 170 cm.      | Museo del Louvre, Parigi                                                         |                                                                          |
|          | Riposo durante la fuga in Egitto                          | 1622-1628  |          | 137,2 × 215,9 cm.  | Kunsthistorisches Museum, Vienna                                                 |                                                                          |
|          | Annunciazione                                             | 1624       |          | 225 × 157 cm.      | Basilica di San Siro, Genova                                                     |                                                                          |
|          | Giuditta e la schiava con la testa di Oloferne            | 1624       |          | 134,6 × 157,5 cm.  | Wadsworth Atheneum, Hartford                                                     |                                                                          |
|          | Riposo durante la fuga in Egitto                          | 1628-1637  |          | 157 x 225 cm.      | Museo del Louvre, Parigi                                                         |                                                                          |
|          | Diana cacciatrice                                         | 1625       |          | 215 × 135 cm.      | Museo di belle arti, Nantes                                                      |                                                                          |
|          | Il ritrovamento di Mosè                                   | 1633 circa |          | 257 × 301 cm.      | National Gallery, Londra                                                         |                                                                          |
|          | Lot e le figlie                                           | 1628       |          | 226 × 282 cm.      | Museo di belle arti, Bilbao                                                      |                                                                          |
|          | Cristo deriso                                             | 1628-1635  |          | 124,5 × 159,5 cm.  | National Gallery of Victoria, Melbourne                                          |                                                                          |
|          | Giuseppe e la moglie di Putifarre                         | 1632       |          | 204,9 x 261,9 cm.  | Royal Collection, Londra                                                         |                                                                          |
|          | Mosè salvato dalle acque                                  | 1633       |          | 242 x 281 cm.      | Museo del Prado, Madrid                                                          |                                                                          |
|          | Sibilla                                                   | 1635-1638  |          | 59,9 x 68,7 cm     | Royal Collection, Londra                                                         |                                                                          |
|          | Testa di donna                                            | 1636       |          | 42 x 37 cm.        | Collezione privata                                                               |                                                                          |
|          | Personificazione della musica                             | 1635-1638  |          | 193 cm di diametro | Royal Collection, Londra                                                         | dettaglio dell'Allegoria della pace e delle arti                         |
|          | Personificazione della pittura                            | 1635-1638  |          | 193 cm di diametro | Royal Collection, Londra                                                         | dettaglio dell'Allegoria della pace e delle arti                         |
|          | Personificazione dell'architettura                        | 1635-1638  |          | 193 cm di diametro | Royal Collection, Londra                                                         | dettaglio dell'Allegoria della pace e delle arti                         |
|          | Personificazione della scultura                           | 1635-1638  |          | 193 cm di diametro | Royal Collection, Londra                                                         | dettaglio dell'Allegoria della pace e delle arti                         |
|          | Allegoria della pace e delle arti                         | 1639       |          | 892 × 1.070 cm.    | Royal Collection, Londra                                                         |                                                                          |